# 诺特莫尔
诺特莫尔是德国下萨克森州的一个市镇。总面积15.28平方公里，总人口1663人，其中男性856人，女性807人（2011年12月31日），人口密度109人/平方公里。